# Niklas Sandberg
Niklas Sandberg (Sandnes, 1995. május 18. –) norvég labdarúgó labdarúgó, a Viking csatárja.

## Pályafutása
Sandberg a norvégiai Sandnes városában született. Az ifjúsági pályafutását a helyi Lura csapatában kezdte, majd a Sandnes Ulf akadémiájánál folytatta.
2014-ben mutatkozott be a Sandnes Ulf első osztályban szereplő felnőtt csapatában. 2015-ben és 2016-ban a harmadosztályú Sola és a Nest-Sotra csapatát erősítette kölcsönben. 2017-ben az Ullensaker/Kisához igazolt. A 2018-as szezonban a Start csapatánál játszott. 2019 januárjában a Haugesundhoz szerződött. 2019. március 31-én, a Strømsgodset ellen idegenben 3–2-re elvesztett mérkőzésen debütált és egyben megszerezte első gólját is a klub színeiben.
2022. január 11-én négy éves szerződést kötött a Viking együttesével. Először a 2022. március 12-ei, Kongsvinger elleni kupamérkőzésen lépett pályára. 2022. március 19-én, a KFUM ellen 5–0-ra megnyert kupatalálkozón kétszer is betalált a hálóba, így hozzájárulva a klub elődöntőbe való bejutásában.

## Statisztikák
2023. április 10. szerint
| Klub                    | Szezon   | Osztály     | Bajnokság | Bajnokság | Kupa  | Kupa | Nemzetközi | Nemzetközi | Összesen | Összesen |
| Klub                    | Szezon   | Osztály     | Meccs     | Gól       | Meccs | Gól  | Meccs      | Gól        | Meccs    | Gól      |
| ----------------------- | -------- | ----------- | --------- | --------- | ----- | ---- | ---------- | ---------- | -------- | -------- |
| Sandnes Ulf             | 2014     | Tippeligaen | 4         | 0         | 0     | 0    | —          | —          | 4        | 0        |
| Sandnes Ulf             | 2015     | OBOS-ligaen | 4         | 0         | 1     | 0    | —          | —          | 5        | 0        |
| Sandnes Ulf             | 2016     | OBOS-ligaen | 10        | 0         | 3     | 0    | —          | —          | 13       | 0        |
| Sandnes Ulf             | Összesen | Összesen    | 18        | 0         | 4     | 0    | 0          | 0          | 22       | 0        |
| Sola (kölcsönben)       | 2015     | 2. divisjon | 13        | 6         | 0     | 0    | —          | —          | 13       | 6        |
| Nest-Sotra (kölcsönben) | 2016     | 2. divisjon | 10        | 1         | 0     | 0    | —          | —          | 10       | 1        |
| Ullensaker/Kisa         | 2017     | OBOS-ligaen | 27        | 11        | 3     | 3    | —          | —          | 30       | 14       |
| Ullensaker/Kisa         | 2018     | OBOS-ligaen | 1         | 0         | 0     | 0    | —          | —          | 1        | 0        |
| Ullensaker/Kisa         | Összesen | Összesen    | 28        | 11        | 3     | 3    | 0          | 0          | 31       | 14       |
| Start                   | 2018     | Eliteserien | 15        | 0         | 6     | 1    | —          | —          | 21       | 1        |
| Haugesund               | 2019     | Eliteserien | 19        | 6         | 6     | 2    | 6          | 2          | 31       | 10       |
| Haugesund               | 2020     | Eliteserien | 24        | 7         | —     | —    | —          | —          | 24       | 7        |
| Haugesund               | 2021     | Eliteserien | 28        | 3         | 1     | 0    | —          | —          | 29       | 3        |
| Haugesund               | Összesen | Összesen    | 71        | 16        | 7     | 2    | 6          | 2          | 84       | 20       |
| Viking                  | 2022     | Eliteserien | 24        | 2         | 5     | 3    | 6          | 1          | 35       | 6        |
| Viking                  | 2023     | Eliteserien | 1         | 0         | 0     | 0    | —          | —          | 1        | 0        |
| Viking                  | Összesen | Összesen    | 25        | 2         | 5     | 3    | 6          | 1          | 36       | 6        |
| Összesen                | Összesen | Összesen    | 180       | 36        | 25    | 9    | 12         | 3          | 197      | 48       |